# Saignes (Cantal)
Saignes – miejscowość i gmina we Francji, w regionie Owernia-Rodan-Alpy, w departamencie Cantal.
Według danych na rok 1990 gminę zamieszkiwało 1009 osób, a gęstość zaludnienia wynosiła 148 osób/km² (wśród 1310 gmin Owernii Saignes plasuje się na 226. miejscu pod względem liczby ludności, natomiast pod względem powierzchni na miejscu 929.).